# Microrasbora microphthalma
Microrasbora microphthalma är en fiskart som beskrevs av Jiang, Chen och Yang 2008. Microrasbora microphthalma ingår i släktet Microrasbora och familjen karpfiskar. Inga underarter finns listade i Catalogue of Life.